# Vandenberg AFB Launch Facility 10
Vandenberg AFB Launch Facility 10 (LF-10) ist ein Raketensilo auf der Vandenberg Air Force Base in Kalifornien, USA.
Das Silo wird seit Ende der 1980er Jahre zu Forschungs- und Erprobungsstarts der Minuteman-3-Rakete verwendet. 

## Startliste
| Datum              | Zeit (UTC) | Raketentyp  | Nutzlast            | Anmerkungen                                                          |
| ------------------ | ---------- | ----------- | ------------------- | -------------------------------------------------------------------- |
| 12. Juli 1987      |            | Minuteman 3 | FOT GT123GM-1       | Fehlschlag                                                           |
| 27. Oktober 1988   | 15:28      | Minuteman 3 | FOT GT130GM         | Testflug                                                             |
| 7. März 1989       | 08:26      | Minuteman 3 | FOT GT133GM         | Testflug                                                             |
| 6. November 1989   |            | Minuteman 3 | FOT GT136GM         | Testflug                                                             |
| 2. Juli 1991       |            | Minuteman 3 | FOT GT143GM         | Testflug                                                             |
| 5. Mai 1992        |            | Minuteman 3 | FOT GT147GM-1       | Testflug                                                             |
| 26. Juni 1996      | 12:17      | Minuteman 3 | FOT GT162GM         | Testflug                                                             |
| 18. Juni 1997      | 10:01      | Minuteman 3 | FOT GT165GM         | Testflug                                                             |
| 24. Juni 1998      | 12:46      | Minuteman 3 | FOT GT168GM         | Testflug                                                             |
| 20. August 1999    | 08:45      | Minuteman 3 | RCT-1 GT170GM/RRF-6 | Testflug                                                             |
| 9. Juni 2000       | 08:01      | Minuteman 3 | FOT GT172GM         | Testflug                                                             |
| 7. Februar 2001    | 09:28      | Minuteman 3 | GT175GB             | Testflug                                                             |
| 8. April 2002      | 09:29      | Minuteman 3 | GT178GM             | Testflug                                                             |
| 10. September 2003 | 11:31      | Minuteman 3 | GT181GM             | Testflug (ursprünglich für Mai geplant)                              |
| 23. Juni 2004      | 08:32      | Minuteman 3 | GT185GM             | Testflug (ursprünglich für Februar geplant)                          |
| 21. Juli 2005      | 08:01      | Minuteman 3 | SERV-1              | Testflug (ursprünglich für Juni geplant)                             |
| 16. Februar 2006   | 08:01      | Minuteman 3 | SERV-3 Mk 21        |                                                                      |
| 7. Februar 2007    | 08:14      | Minuteman 3 | GT-193GM 1 RV       | Testflug                                                             |
| 22. Mai 2008       | 03:04      | Minuteman 3 | GT-197GM            | Testflug                                                             |
| 16. Juni 2010      | 03:01      | Minuteman 3 | Glory Trip 200GM-1  | Testflug mit einem inerten Sprengkopf, 200. Flug einer Minuteman III |
| 22. Juni 2011      | 13:34      | Minuteman 3 | GT-204GM            | Testflug                                                             |